# Arzillières-Neuville
Arzillières-Neuville è un comune francese di 362 abitanti situato nel dipartimento della Marna nella regione del Grand Est.

## Società

### Evoluzione demografica
Abitanti censiti